# Alberto Ferrero (generale)
Alberto Ferrero (Bricherasio, 27 ottobre 1885 – Torino, 9 marzo 1969) è stato un generale italiano del Corpo degli Alpini del Regio Esercito durante la seconda guerra mondiale.

## Biografia
Allievo della Scuola Militare di Modena dal 3 novembre 1905, fu nominato sottotenente del 3º Reggimento alpini il 5 settembre 1907. Da tenente partecipò alla guerra italo-turca con il Battaglione "Fenestrelle" in Cirenaica nel 1911/1912. Da capitano del 5º Reggimento alpini partecipò alla Grande Guerra negli anni 1915/1918, conseguendo, nel 1917, il grado di maggiore.
Nel periodo 1919/1920 prestò servizio nel 1º Reggimento alpini per poi essere assegnato allo Stato Maggiore dell'Esercito a Roma. Dopo un lungo periodo di convalescenza nel 1924, riprese servizio al Comando del Corpo di Torino; nel 1926, promosso tenente colonnello, fu trasferito alla Scuola di Guerra dove fu insegnante.
Da colonnello comandò nel 1933 il 1º Reggimento alpini e, dal 20 ottobre 1936, fu a Capo dell'Ufficio servizi dello Stato Maggiore a Roma. Da generale di brigata, dal 1937, fu incaricato delle funzioni di comandante della 4ª Divisione alpina "Cuneense" sino al 9 dicembre 1938, data in cui fu destinato al Ministero della Guerra.
Da generale di divisione, nel 1940, ritornò al comando della "Cuneense" per partecipare alla seconda guerra mondiale e alle operazioni sulla frontiera alpina occidentale. Trasferitosi nel dicembre 1940 sul fronte greco-albanese con la sua unità, il 16 marzo 1941 lasciò questo comando per assumere quello di Capo di stato maggiore del "Comando Superiore FFAA in Albania", accettando lui la resa dell'Esercito greco il 23 aprile successivo. Dal 5 giugno 1941 fu destinato a comandare l'Istituto Superiore di Guerra.
Dal 18 giugno 1942 assunse il comando del nuovo XXIII Corpo d'armata operante nella Venezia Giulia e Istria, sino alla proclamazione dell'armistizio l'8 settembre 1943.